# AJS Model 7-serie
De AJS Model 7-serie is een serie sportieve motorfietsen die het Britse merk AJS bouwde van 1925 tot 1939. 

## Voorgeschiedenis
De gebroeders Stevens uit Wolverhampton produceerden al sinds 1904 hun eigen motorblokjes, aanvankelijk als stationaire motor in het bedrijf van hun vader, de Stevens Screw Company. Al snel begonnen motorfietsproducenten zoals Wearwell en Clyno deze blokjes in hun producten te monteren en de broers ontwikkelden er speciale motorblokken voor, zelfs zware V-twins. In 1909 besloten ze om onder eigen naam deel te nemen aan de Isle of Man TT. Daarvoor richtten ze hun eigen bedrijf op, AJS, gebruikmakend van de initialen van Albert John Stevens. In 1910 leverden ze de AJS Modellen A en B en het Model B werd tijdens de TT van 1911 door Albert John zelf naar de vijftiende plaats in de Junior TT gereden. In 1914 kwam het succes. Het AJS Model B Sport overheerste de Junior TT van 1914, die werd gewonnen door Eric Williams met Cyril Williams (geen familie) op de tweede plaats. Dit waren nog steeds zijklepmotoren. Na een onderbreking door de Eerste Wereldoorlog ontwikkelde Harry Stevens het AJS TT Model met een 350cc-kopklepmotor met stoterstangen. De eerste naoorlogse TT, de TT van 1920, werd gewonnen door Cyril Williams en tijdens de Junior TT van 1921 waren de eerste vier plaatsen voor de AJS-rijders Eric Williams, Howard Davies, Tom Sheard en George Kelly, maar Howard Davies baarde opzien door met zijn 350cc-AJS ook de 500cc-Senior TT te winnen. Tom Sheard won de Junior TT van 1922. Na 1923 verdween het TT Model, maar het werd opgevolgd door het identieke AJS Model B3, dat voor amateurracers het zustermodel AJS Model B4 kreeg. Jimmie Simpson werd in 1924 met het Model B3 de allereerste Europees kampioen in de 350cc-klasse. 

## jaren twintig
In 1925 veranderde er niet zo zeer iets aan de motorfietsen, maar wel aan de type-aanduiding. AJS introduceerde een jaarlijkse wijziging waarbij letters werden gebruikt. In 1925 was dat de letter "E", gevolgd door het typenummer. Het AJS Model B5 werd zo E5. Het Model B werd AJS Model E3, het Model B1 werd AJS Model E4, het Model B3 werd AJS Model E7 en het Model B4 werd AJS Model E6. In de volgende jaren bleven de cijfers gelijk, maar de letters veranderden: in 1926 G, in 1927 H, in 1928 K, in 1929 M, in 1930 R, in 1931 S en in 1932 T. De modellen werden doorontwikkeld en met het Model K7 in 1928 kreeg de Model 7-serie ook een bovenliggende nokkenas. 

### Model E7 1925
Het Model E7 was nog vrijwel identiek aan de voorgaande fabrieksracers en zelfs aan alle andere 350cc-modellen. De snelheid kwam vooral uit gewichtsbesparing. Het had een parallellogramvork voor en geen achtervering. In beide wielen zaten trommelremmen. Het open brugframe boog achter de flattank naar beneden af om het zadel zo laag mogelijk te kunnen plaatsen. Zowel de primaire- als de secundaire aandrijving geschiedde door kettingen in lichte, open kettingschermen. De machine had een drieversnellingsbak zonder kickstarter, want voor racers gold een duwstart. De stoterstangen-kopklepmotor week niet veel af van de productiemodellen, maar had wel een bronzen Binks-carburateur en kogellagers. De overige modellen hadden Amac-carburateurs en bronzen glijlagers. De smering geschiedde nog met het gebruikelijke total loss-systeem met een handpomp op de brandstoftank, maar de machine had ook een oliepompje dat de total loss smering ondersteunde, maar de olie niet terugvoerde naar de tank. Klanten van AJS konden dit pompje als accessoire kopen. De ontsteking werd verzorgd door een Lucas-magneet die met een kettinkje vanaf de uitlaatnokkenas werd aangedreven. De cilinderkop werd vastgehouden door een beugel die in het carter was geschroefd en enkele schetsplaten droegen de tuimelaars. Verder had de coureur een ampèremeter en een stuurdemper tot zijn beschikking. Het linker pedaal bediende de achterrem. De koppeling werd bediend met een hendel links op het stuur, de voorrem met een hendel rechts op het stuur. Een bagagedrager ontbrak en de spatborden waren smaller en lichter dan bij de overige modellen. De machine had wel een achterwielstandaard. Ze stond niet in de catalogus, want ze was alleen bedoeld voor fabrieksrijders. Privérijders konden voor 60 pond het AJS Model E6 kopen. 

#### Junior TT 1925
De machine werd uiteraard ingezet in de Junior TT van 1925. AJS-rijder Jimmie Simpson dacht deze race te gaan winnen, maar verloor door een misverstand. Hij begreep de signalen van het team waarschijnlijk verkeerd en ging langzamer rijden, om na de finish te ontdekken dat hij slechts derde was geworden. Wal Handley won met een Rex-ACME en Howard Davies werd tweede. Davies had nota bene meegewerkt aan de ontwikkeling van de AJS-racers, maar reed nu zijn eigen merk, HRD. 

#### Resultaat Junior TT 1925
| Pos | Coureur        | Merk | Tijd      | Snelheid  |
| --- | -------------- | ---- | --------- | --------- |
| 3   | Jimmie Simpson | AJS  | 3:39"20'0 | 61,89 mph |
| 4   | Charlie Hough  | AJS  | 3:49"58'0 | 59,07 mph |
| DNF | Frank Longman  | AJS  |           |           |

### Modellen G7 en GR7 1926
Het Model G7 had geen handsmering meer. Het pompje rechts op het carter verzorgde de hele smering vanuit een 2liter-olietank onder het zadel. Het was echter nog geen dry-sumpsysteem. De olie werd verbrand en niet teruggevoerd naar de tank. Het Model GR7 was een speedwaymotor, die nog handsmering had (een korte speedwayrace vereiste niet veel smering). Dit model reed al in januari 1926 naar de eerste vier plaatsen in Maroubra Speedway Junior Grand Prix in Sydney. 

#### Europese races
Frank Longman werd met het Model G7 Europees kampioen 350 cc in Spa-Francorchamps. 

#### Junior TT 1926
Het Model G7 werd in de Junior TT van 1926 ingezet door Clarrie Wise, Jimmie Simpson, Charlie Hough, Frank Longman en Joseph Hanford Stevens (zoon van George Stevens). Omdat er 62 deelnemers waren die met 30 seconden tussentijd startten, kwam leider Wal Handley (Rex-ACME-Blackburne) na zijn openingsronde al enkele minuten na de start van de laatste over de streep. Handley's eerste ronde met staande start ging al met 66 mijl per uur gemiddeld. Na die ronde stopten Alec Bennett (Velocette) en Len Parker (Douglas) al voor benzine, olie en reparaties. Jimmie Simpson (AJS Model G7) had al een flink aantal eerdere starters ingehaald. Na de tweede ronde was hij al sneller dan Handley en Charlie Dodson (Sunbeam), die zelf al drie plaatsen gewonnen had. In de tweede ronde vielen Paddy Johnston (Cotton-Blackburne), Len Parker en Jock Porter (New Gerrard-Blackburne) uit door motorproblemen. Bennett reed een snelle ronde en had het voordeel dat hij al getankt had. Freddie Dixon (Douglas) reed echter stabiele rondetijden van rond de 63 mph, waardoor het leek alsof hij nog iets over had. Aan het einde van de derde ronde leidde hij, terwijl Handley en Bennett vrijwel gelijk over de streep gingen. Bennett deed dat in een ronderecord van 37 minuten, een minuut sneller dan in 1925. Aan de opmars van Charlie Dodson kwam een einde in de vierde ronde, toen bij Quarterbridge zijn voorvork brak. In de vijfde ronde zette Bennett het ronderecord opnieuw scherper, 32 minuten en 56 seconden ofwel 69 mijl per uur. Intussen kreeg Wal Handley schakelproblemen door een onwillige schakelpook, waardoor Bennett acht minuten voorsprong kreeg. Toen Handley ook nog rem- en carburatieproblemen kreeg kwamen ook Jimmie Simpson en Freddie Dixon hem voorbij. Vlak voor de finish viel Bennett bij The Nook, waarbij hij een snee in zijn kin opliep, maar hij stond zo snel op dat het nieuwe recordgemiddelde op 66,704 mph kwam. Handley wist Dixon nog te passeren, maar moest Simpson voor laten gaan.

#### Resultaat Junior TT 1926
| Pos | Coureur                | Merk | Tijd      | Snelheid   |
| --- | ---------------------- | ---- | --------- | ---------- |
| 2   | Jimmie Simpson         | AJS  | 4:08"02'0 | 63,903 mph |
| 7   | Charlie Hough          | AJS  | 4:20"47'0 |            |
| 8   | Frank Longman          | AJS  | 4:22"32'0 |            |
| 18  | C. Bell                | AJS  | 4:47"12'0 |            |
| 19  | Joseph Hanford Stevens | AJS  | 4:50"23'0 |            |
| DNF | Clarrie Wise           | AJS  |           |            |

### Model H7 1927
Tijdens de Junior TT van 1926 was Jimmie Simpson op elf minuten achterstand gereden door Alec Bennett met diens Velocette KSS Mk I. Die machine had een bovenliggende nokkenas die door een koningsas werd aangedreven en haalde een racegemiddelde van bijna 109 km/uur. AJS beantwoordde de uitdaging met het Model H7, dat een kettingaangedreven bovenliggende nokkenas kreeg. Daarvoor moest het blok helemaal verbouwd worden. De cilinderkop kreeg kopbouten in plaats van de oude beugel en de machine kreeg een dry-sump-smeersysteem. Dat moest nu ook de cilinderkop met de nokkenas en de tuimelaarassen smeren. De gereedschapskist zat op de tank en de machine kreeg twee pompjes mee: een koperen vetpomp rechts onder de tank en een bandenpomp links op het achterframe. De machine kreeg een Binks-racecarburateur. Een van de laatste, want Binks was samen met Amac en Brown & Barlow opgegaan in Amalgamated Carburetters Ltd.. 

#### Europese races
Tijdens de Grand Prix-wegrace van Duitsland op de Nürburgring werd Jimmie Simpson Europees kampioen met de machine. Hij won ook de GP van Zwitserland op het Circuit de Meyrin in Genève en de Belgische Grand Prix.

#### Junior TT 1927
Toen Simpson zijn goede resultaten in de Europese GP's leverde, waren de smeerproblemen met het AJS Model H7 opgelost. Tijdens de Junior TT was dat nog niet zo. Vijf van de negen ingeschreven machines vielen uit. Jimmie Simpson kwam na de eerste ronde pas als tiende door. Hij wist zich nog naar de derde plaats te vechten, maar dat was voor AJS niet voldoende.

#### Resultaat Junior TT 1927
| Pos | Coureur        | Merk | Tijd      |
| --- | -------------- | ---- | --------- |
| 3   | Jimmie Simpson | AJS  | 4:08"22'0 |
| 8   | Len Cohen      | AJS  | 4:18"34'0 |
| 13  | S. Jackson     | AJS  | 4:30"46'0 |
| 15  | J. Wade        | AJS  | 4:34"46'0 |
| DNF | Charlie Hough  | AJS  |           |
| DNF | George Rowley  | AJS  |           |

### Model K7 1928
Het Model K7 van 1928 was vrijwel ongewijzigd, maar de resultaten waren zeer teleurstellend. Tijdens de Junior TT van 1928 haalde geen enkele machine de finish. AJS was niet de enige. Norton overkwam hetzelfde met de nieuwe Norton CJ1. Voor AJS was het economisch het slechtste jaar tot nu toe, maar het zou nog veel erger worden. De teleurstellende resultaten van de K7 brachten AJS ertoe aan het einde van 1928 uit het AJS Model K6 het AJS Model KR6 te ontwikkelen. Het was de "klantenracer" met stoterstangenmotor die in 1929 als AJS Model MR6 de kastanjes uit het vuur moest halen. 

### Model M7 1929
In 1929 ging het erg slecht met AJS. Voor het derde jaar op rij kon men geen dividend uitkeren en de Midlands Bank besloot de lopende lening te beëindigen. Die lening kon worden afbetaald, maar AJS hield nauwelijks werkkapitaal over. Om te overleven moesten alle modellen worden gemoderniseerd, om te beginnen met de zadeltank die al in 1924 door Howard Davies was uitgevonden en die snel opgang deed. Het Model M7 werd op veel punten gewijzigd en kreeg ook zo'n tank, maar niet het bijpassende frame. De parallellogramvork werd gewijzigd. Het was nu een Girder-type met de hoger geplaatste centrale veer en de achterwielnaaf en de trommelrem waren lichter. Om het financiële tij te keren was het Model M7 geen fabrieksracer meer. Privérijders konden de machine voor 62 pond kopen. Om gebruik op de openbare weg mogelijk te maken werd naast de close ratio-versnellingsbak nu ook normale ("wide ratio") versnellingsbak en een Smiths snelheidsmeter geleverd. Het Model M7 had speciale banden, met groeven in het voorwiel en noppen op het achterwiel. Met de nieuwe zadeltank kwamen er ook nieuwe kleuren, in elk geval blauw en paars op de tankflanken. Die kleuren vonden (ook op de andere modellen) geen weerklank en verdwenen in 1930 weer. 

#### Europese races
Leo Davenport werd met het AJS Model M7 Europees kampioen in L'Ametlla del Vallès (Spanje) en won de Ulster Grand Prix en George Rowley won de Grand Prix van Oostenrijk.

#### Junior TT 1929
Nu het slecht ging nam AJS de vlucht naar voren. Niet alleen bracht het in 1929 niet minder dan 15 vernieuwde modellen op de markt, het huurde voor de TT van 1929 ook drievoudig winnaar Wal Handley in. Velocette was nog steeds oppermachtig in de Junior TT. Alec Bennett leidde aanvankelijk en daarna AJS-rijder Wal Handley, maar in de derde ronde nam Freddie Hicks de leiding. Hij reed een nieuw ronde- en een nieuw racerecord en won de race. 

#### Resultaat Junior TT 1929
| Pos | Coureur       | Merk | Tijd      | Snelheid  |
| --- | ------------- | ---- | --------- | --------- |
| 2   | Wal Handley   | AJS  | 3:48"45'0 | 69,29 mph |
| 15  | Tommy Spann   | AJS  | 4:10"30'0 | 63,27 mph |
| DNF | Frank Longman | AJS  |           |           |

## Technische gegevens jaren twintig
| Periode                | 1925                                     | 1926                                     | 1926                                     | 1927                                  | 1928                                  | 1929                                  |                                       |                                       |                                       |                                       |                                       |                                       |                                       |                                       |                                       |                                       |                     |                     |                     |                     |                     |                     |                     |                     |                     |                     |                     |                     |                     |                     |                     |                     |                     |                     |                     |                     |                     |                     |                     |                     |                     |                     |                     |                     |                     |                     |                     |                     |                     |                     |                     |                     |                     |                     |                     |                     |                     |                     |                     |                     |                     |                     |                     |                     |                     |                     |
| Categorie              | Wegracer                                 | Wegracer                                 | Speedway                                 | Wegracer                              | Wegracer                              | Wegracer                              |                                       |                                       |                                       |                                       |                                       |                                       |                                       |                                       |                                       |                                       |                     |                     |                     |                     |                     |                     |                     |                     |                     |                     |                     |                     |                     |                     |                     |                     |                     |                     |                     |                     |                     |                     |                     |                     |                     |                     |                     |                     |                     |                     |                     |                     |                     |                     |                     |                     |                     |                     |                     |                     |                     |                     |                     |                     |                     |                     |                     |                     |                     |                     |
| Motortype              | Kopklepmotor (stoterstangen)             | Kopklepmotor (stoterstangen)             | Kopklepmotor (stoterstangen)             | Kopklepmotor (bovenliggende nokkenas) | Kopklepmotor (bovenliggende nokkenas) | Kopklepmotor (bovenliggende nokkenas) | Kopklepmotor (bovenliggende nokkenas) | Kopklepmotor (bovenliggende nokkenas) | Kopklepmotor (bovenliggende nokkenas) | Kopklepmotor (bovenliggende nokkenas) | Kopklepmotor (bovenliggende nokkenas) | Kopklepmotor (bovenliggende nokkenas) | Kopklepmotor (bovenliggende nokkenas) | Kopklepmotor (bovenliggende nokkenas) | Kopklepmotor (bovenliggende nokkenas) | Kopklepmotor (bovenliggende nokkenas) |                     |                     |                     |                     |                     |                     |                     |                     |                     |                     |                     |                     |                     |                     |                     |                     |                     |                     |                     |                     |                     |                     |                     |                     |                     |                     |                     |                     |                     |                     |                     |                     |                     |                     |                     |                     |                     |                     |                     |                     |                     |                     |                     |                     |                     |                     |                     |                     |                     |                     |
| Bouwwijze              | Staande eencilinder                      | Staande eencilinder                      | Staande eencilinder                      | Staande eencilinder                   | Staande eencilinder                   | Staande eencilinder                   | Staande eencilinder                   | Staande eencilinder                   | Staande eencilinder                   | Staande eencilinder                   | Staande eencilinder                   | Staande eencilinder                   | Staande eencilinder                   | Staande eencilinder                   | Staande eencilinder                   | Staande eencilinder                   | Staande eencilinder | Staande eencilinder | Staande eencilinder | Staande eencilinder | Staande eencilinder | Staande eencilinder | Staande eencilinder | Staande eencilinder | Staande eencilinder | Staande eencilinder | Staande eencilinder | Staande eencilinder | Staande eencilinder | Staande eencilinder | Staande eencilinder | Staande eencilinder | Staande eencilinder | Staande eencilinder | Staande eencilinder | Staande eencilinder | Staande eencilinder | Staande eencilinder | Staande eencilinder | Staande eencilinder | Staande eencilinder | Staande eencilinder | Staande eencilinder | Staande eencilinder | Staande eencilinder | Staande eencilinder | Staande eencilinder | Staande eencilinder | Staande eencilinder | Staande eencilinder | Staande eencilinder | Staande eencilinder | Staande eencilinder | Staande eencilinder | Staande eencilinder | Staande eencilinder | Staande eencilinder | Staande eencilinder | Staande eencilinder | Staande eencilinder | Staande eencilinder | Staande eencilinder | Staande eencilinder | Staande eencilinder | Staande eencilinder | Staande eencilinder |
| Koeling                | Lucht                                    | Lucht                                    | Lucht                                    | Lucht                                 | Lucht                                 | Lucht                                 |                                       |                                       |                                       |                                       |                                       |                                       |                                       |                                       |                                       |                                       |                     |                     |                     |                     |                     |                     |                     |                     |                     |                     |                     |                     |                     |                     |                     |                     |                     |                     |                     |                     |                     |                     |                     |                     |                     |                     |                     |                     |                     |                     |                     |                     |                     |                     |                     |                     |                     |                     |                     |                     |                     |                     |                     |                     |                     |                     |                     |                     |                     |                     |
| Boring                 | 74 mm                                    | 74 mm                                    | 74 mm                                    | 74 mm                                 | 74 mm                                 | 74 mm                                 |                                       |                                       |                                       |                                       |                                       |                                       |                                       |                                       |                                       |                                       |                     |                     |                     |                     |                     |                     |                     |                     |                     |                     |                     |                     |                     |                     |                     |                     |                     |                     |                     |                     |                     |                     |                     |                     |                     |                     |                     |                     |                     |                     |                     |                     |                     |                     |                     |                     |                     |                     |                     |                     |                     |                     |                     |                     |                     |                     |                     |                     |                     |                     |
| Slag                   | 81 mm                                    | 81 mm                                    | 81 mm                                    | 81 mm                                 | 81 mm                                 | 81 mm                                 |                                       |                                       |                                       |                                       |                                       |                                       |                                       |                                       |                                       |                                       |                     |                     |                     |                     |                     |                     |                     |                     |                     |                     |                     |                     |                     |                     |                     |                     |                     |                     |                     |                     |                     |                     |                     |                     |                     |                     |                     |                     |                     |                     |                     |                     |                     |                     |                     |                     |                     |                     |                     |                     |                     |                     |                     |                     |                     |                     |                     |                     |                     |                     |
| Cilinderinhoud         | 348,4 cc                                 | 348,4 cc                                 | 348,4 cc                                 | 348,4 cc                              | 348,4 cc                              | 348,4 cc                              |                                       |                                       |                                       |                                       |                                       |                                       |                                       |                                       |                                       |                                       |                     |                     |                     |                     |                     |                     |                     |                     |                     |                     |                     |                     |                     |                     |                     |                     |                     |                     |                     |                     |                     |                     |                     |                     |                     |                     |                     |                     |                     |                     |                     |                     |                     |                     |                     |                     |                     |                     |                     |                     |                     |                     |                     |                     |                     |                     |                     |                     |                     |                     |
| Carburateur(s)         | Binks                                    | Binks                                    | Binks                                    | Binks                                 | Amal met twist grip-control           | Amal met twist grip-control           |                                       |                                       |                                       |                                       |                                       |                                       |                                       |                                       |                                       |                                       |                     |                     |                     |                     |                     |                     |                     |                     |                     |                     |                     |                     |                     |                     |                     |                     |                     |                     |                     |                     |                     |                     |                     |                     |                     |                     |                     |                     |                     |                     |                     |                     |                     |                     |                     |                     |                     |                     |                     |                     |                     |                     |                     |                     |                     |                     |                     |                     |                     |                     |
| Smeersysteem           | Total loss met hand- en mechanische pomp | Total loss met hand- en mechanische pomp | Total loss met hand- en mechanische pomp | Dry-sumpsysteem                       | Dry-sumpsysteem                       | Dry-sumpsysteem                       |                                       |                                       |                                       |                                       |                                       |                                       |                                       |                                       |                                       |                                       |                     |                     |                     |                     |                     |                     |                     |                     |                     |                     |                     |                     |                     |                     |                     |                     |                     |                     |                     |                     |                     |                     |                     |                     |                     |                     |                     |                     |                     |                     |                     |                     |                     |                     |                     |                     |                     |                     |                     |                     |                     |                     |                     |                     |                     |                     |                     |                     |                     |                     |
| Max. Vermogen          | 3½ pk                                    | 3½ pk                                    | 3½ pk                                    | 3½ pk                                 | 3½ pk                                 | 3½ pk                                 |                                       |                                       |                                       |                                       |                                       |                                       |                                       |                                       |                                       |                                       |                     |                     |                     |                     |                     |                     |                     |                     |                     |                     |                     |                     |                     |                     |                     |                     |                     |                     |                     |                     |                     |                     |                     |                     |                     |                     |                     |                     |                     |                     |                     |                     |                     |                     |                     |                     |                     |                     |                     |                     |                     |                     |                     |                     |                     |                     |                     |                     |                     |                     |
| Primaire aandrijving   | Ketting                                  | Ketting                                  | Ketting                                  | Ketting                               | Ketting                               | Ketting                               |                                       |                                       |                                       |                                       |                                       |                                       |                                       |                                       |                                       |                                       |                     |                     |                     |                     |                     |                     |                     |                     |                     |                     |                     |                     |                     |                     |                     |                     |                     |                     |                     |                     |                     |                     |                     |                     |                     |                     |                     |                     |                     |                     |                     |                     |                     |                     |                     |                     |                     |                     |                     |                     |                     |                     |                     |                     |                     |                     |                     |                     |                     |                     |
| Koppeling              | Enkelvoudige droge plaat                 | Enkelvoudige droge plaat                 | Enkelvoudige droge plaat                 | Enkelvoudige droge plaat              | Enkelvoudige droge plaat              | Enkelvoudige droge plaat              |                                       |                                       |                                       |                                       |                                       |                                       |                                       |                                       |                                       |                                       |                     |                     |                     |                     |                     |                     |                     |                     |                     |                     |                     |                     |                     |                     |                     |                     |                     |                     |                     |                     |                     |                     |                     |                     |                     |                     |                     |                     |                     |                     |                     |                     |                     |                     |                     |                     |                     |                     |                     |                     |                     |                     |                     |                     |                     |                     |                     |                     |                     |                     |
| Versnellingen          | 3                                        | 3                                        | 3                                        | 3                                     | 3                                     | 3                                     |                                       |                                       |                                       |                                       |                                       |                                       |                                       |                                       |                                       |                                       |                     |                     |                     |                     |                     |                     |                     |                     |                     |                     |                     |                     |                     |                     |                     |                     |                     |                     |                     |                     |                     |                     |                     |                     |                     |                     |                     |                     |                     |                     |                     |                     |                     |                     |                     |                     |                     |                     |                     |                     |                     |                     |                     |                     |                     |                     |                     |                     |                     |                     |
| Secundaire aandrijving | Ketting                                  | Ketting                                  | Ketting                                  | Ketting                               | Ketting                               | Ketting                               |                                       |                                       |                                       |                                       |                                       |                                       |                                       |                                       |                                       |                                       |                     |                     |                     |                     |                     |                     |                     |                     |                     |                     |                     |                     |                     |                     |                     |                     |                     |                     |                     |                     |                     |                     |                     |                     |                     |                     |                     |                     |                     |                     |                     |                     |                     |                     |                     |                     |                     |                     |                     |                     |                     |                     |                     |                     |                     |                     |                     |                     |                     |                     |
| Rijwielgedeelte        | Open brugframe                           | Open brugframe                           | Open brugframe                           | Open brugframe                        | Open brugframe                        | Open brugframe                        |                                       |                                       |                                       |                                       |                                       |                                       |                                       |                                       |                                       |                                       |                     |                     |                     |                     |                     |                     |                     |                     |                     |                     |                     |                     |                     |                     |                     |                     |                     |                     |                     |                     |                     |                     |                     |                     |                     |                     |                     |                     |                     |                     |                     |                     |                     |                     |                     |                     |                     |                     |                     |                     |                     |                     |                     |                     |                     |                     |                     |                     |                     |                     |
| Voorvork               | Parallellogramvork                       | Parallellogramvork                       | Parallellogramvork                       | Parallellogramvork                    | Parallellogramvork                    | Parallellogramvork                    |                                       |                                       |                                       |                                       |                                       |                                       |                                       |                                       |                                       |                                       |                     |                     |                     |                     |                     |                     |                     |                     |                     |                     |                     |                     |                     |                     |                     |                     |                     |                     |                     |                     |                     |                     |                     |                     |                     |                     |                     |                     |                     |                     |                     |                     |                     |                     |                     |                     |                     |                     |                     |                     |                     |                     |                     |                     |                     |                     |                     |                     |                     |                     |
| Achtervork             | Star                                     | Star                                     | Star                                     | Star                                  | Star                                  | Star                                  | Star                                  | Star                                  | Star                                  | Star                                  | Star                                  | Star                                  | Star                                  | Star                                  | Star                                  | Star                                  |                     |                     |                     |                     |                     |                     |                     |                     |                     |                     |                     |                     |                     |                     |                     |                     |                     |                     |                     |                     |                     |                     |                     |                     |                     |                     |                     |                     |                     |                     |                     |                     |                     |                     |                     |                     |                     |                     |                     |                     |                     |                     |                     |                     |                     |                     |                     |                     |                     |                     |
| Remmen                 | Trommelremmen                            | Trommelremmen                            | Trommelremmen                            | Trommelremmen                         | Trommelremmen                         | Trommelremmen                         |                                       |                                       |                                       |                                       |                                       |                                       |                                       |                                       |                                       |                                       |                     |                     |                     |                     |                     |                     |                     |                     |                     |                     |                     |                     |                     |                     |                     |                     |                     |                     |                     |                     |                     |                     |                     |                     |                     |                     |                     |                     |                     |                     |                     |                     |                     |                     |                     |                     |                     |                     |                     |                     |                     |                     |                     |                     |                     |                     |                     |                     |                     |                     |

## Jaren dertig
In de jaren dertig verdween AJS als zelfstandig bedrijf. In 1931 besloten de aandeelhouders om het faillissement aan te vragen en na een afgewezen bod van BSA werd de motorfietstak verkocht aan Matchless. Dat verplaatste de productie van Wolverhampton naar Woolwich, maar veranderde niet veel aan de modellen. In 1933 werd de type-aanduiding aangepast aan die van Matchless. Na het Model T7 werden de letters vervangen door het jaartal (33/7, 34/7 etc.)

### Model R7 1930
Met Model R7 uit 1930 werd licht gewijzigd. De kleuren op de tank, die niet aansloegen bij de klanten, verdwenen. De machine was weer zwart met gouden biezen en voor 1 pond extra kon men een verchroomde of vernikkelde tank krijgen. De voorvork kreeg een frictie-stuurdemper. Het uitlaatsysteem werd vervangen door een Brooklands can-uitlaat.

#### Europese races
In Europa werden in 1930 behoorlijke resultaten behaald. Arthur Simcock won de TT van Assen, Leo Davenport de Oostenrijkse Grand Prix en de Ulster Grand Prix. 

#### Junior TT 1930
Voor de Junior TT van 1930 had men Freddie Hicks, de winnaar van 1929 aangetrokken. Naast Jimmie Guthrie moest hij de topman van het team worden, maar zowel Hicks als Guthrie vielen uit. 

### Model S7 1931
In het laatste jaar van het bestaan van AJS als zelfstandig bedrijf kreeg het Model S7 een nieuwe motor met een boring van 70 mm en een slag van 90 mm. 

#### Junior TT 1931
Ook in 1931 viel Hicks uit. Guthrie was vertrokken naar Rudge, Leo Davenport en Frank Longman naar Velocette en Wal Handley naar FN. De ramp werd compleet toen Hicks tijdens de Senior TT verongelukte.

### Model T7 1932
Matchless beëindigde in 1932 de race-activiteiten, maar het Model 7 verdween nog niet. Het Model T7 kwam op de markt als sportmotor. Het stuur was hoger voor comfort op de weg en het had elektrische verlichting en een kickstarter. 

### Model 33/7 Trophy 1933
Het Model 33/7 werd op veel punten gewijzigd. Het kreeg de toevoeging "Trophy" en had twee uitlaatpoorten en omhooggebogen ("swept back") uitlaten. Het kreeg ook het nieuwe wiegframe, dat ontstond door onder de framebuizen schetsplaten aan te brengen die onder blok en versnellingsbak doorliepen. Ook kreeg het vier versnellingen. Het instrumentenpaneel zat op de tank.

### Modellen 34/7, 35/7 en 36/7 (Standard en Trophy) 1934-1936
In 1934 verschenen twee modellen, het Model 34/7 Standard en het Model 34/7 Trophy. Het standaardmodel was een clubmanracer, bedoeld voor amateurs die de machine op de weg én het circuit wilden gebruiken. Het Trophymodel was meer bedoeld als gewone sportmotor en gebruik in terreinwedstrijden. Hierna veranderden de namen nog in Model 35/7 Standard, Model 35/7 Trophy en Model 36/7 Standard en Model 36/7 Trophy, maar grote wijzigingen kwamen er niet meer. 

#### Junior TT 1934, 1935 en 1936
Toch verscheen het Model 34/7 weer tijdens de Junior TT van 1934. Oudgediende George Rowley werd er elfde mee. Harold Daniell debuteerde in de TT van Man maar viel uit. Ook de zeer ervaren Henry Tyrell-Smith haalde de finish niet. In 1935 finishten Daniell als achtste, Tyrell-Smith als tiende en Rowley als dertiende. In 1936 vielen Daniell en Rowley uit. Tyrell-Smith was bij Excelsior in Coventry in dienst getreden. 

### Modellen 38/7R en 39/7R 1938-1939
In 1938 verscheen het Model 38/7R. Dit was weer een echte racemotor, met een aluminium cilinderkop en zuiger. De ontstekingsmagneet zat achter de cilinder. De plunjervering zorgde voor een eenvoudige achtervering. De fabrieksracers hadden aanvankelijk een aluminium voorvelg, maar later werden weer volledig stalen velgen gebruikt. Het Model 39/7R was ongewijzigd. Beide modellen hadden een megafoonuitlaat kostten 90 pond. 

## Einde productie
Het uitbreken van de Tweede Wereldoorlog maakte een einde aan de productie. Er werden alleen nog militaire Matchless-machines gebouwd, aanvankelijk de Matchless WG3/L, die al in 1939 dienstdeed in Noord-Frankrijk, en later 80.000 exemplaren van de Matchless G3/L. Na de oorlog duurde het erg lang tot er weer 350cc-AJS-modellen kwamen, maar de AJS-ingenieurs hadden genoeg vrijheid van handelen om in 1948 de AJS 7R Boy Racer te presenteren. Deze machine zou een groot succes worden. Tot in de jaren zestig werd ze door privérijders als productieracer ingezet en ze zou model staan voor de 500cc-Matchless G50-productieracer.

## Afbeeldingen

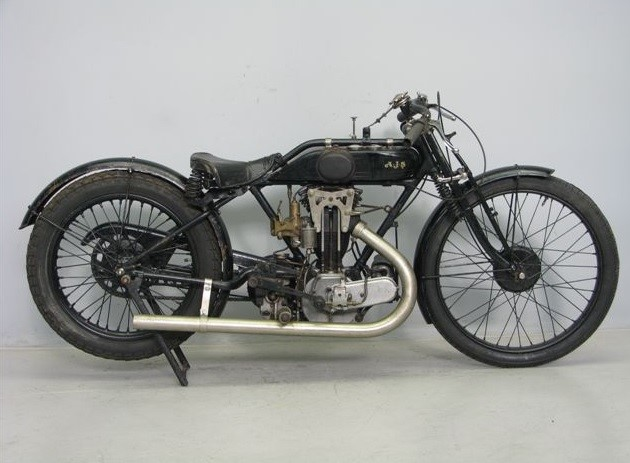
Model E7 uit 1925
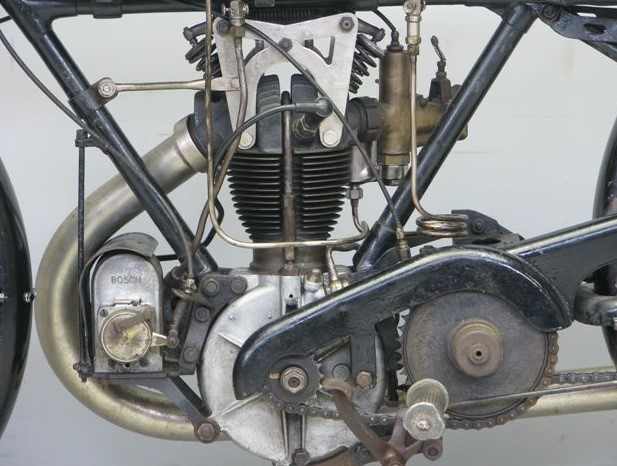
De linkerkant van het blok toont de Lucas-ontstekingsmagneet, de beugel die de cilinderkop vasthoudt en het lichte, open kettingscherm van de primaire aandrijving.
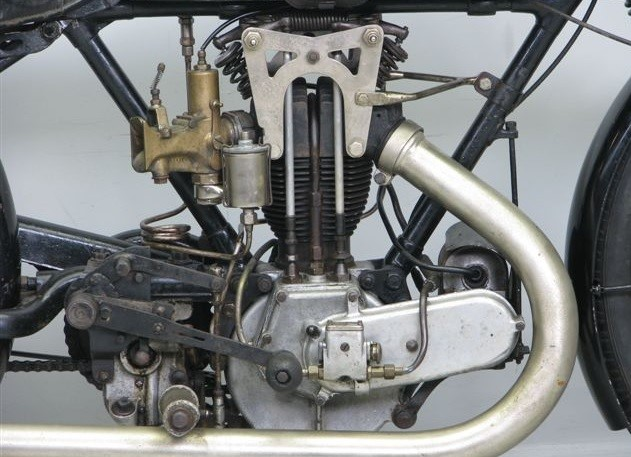
De rechterkant toont de kettingaandrijving van de ontstekingsmagneet en de ondersteunende oliepomp. Het schakelpedaal is waarschijnlijk een toevoeging van een latere eigenaar.
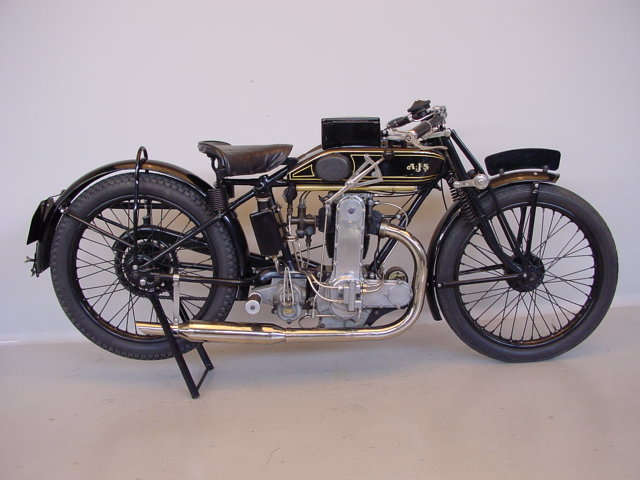
Model K7 uit 1928
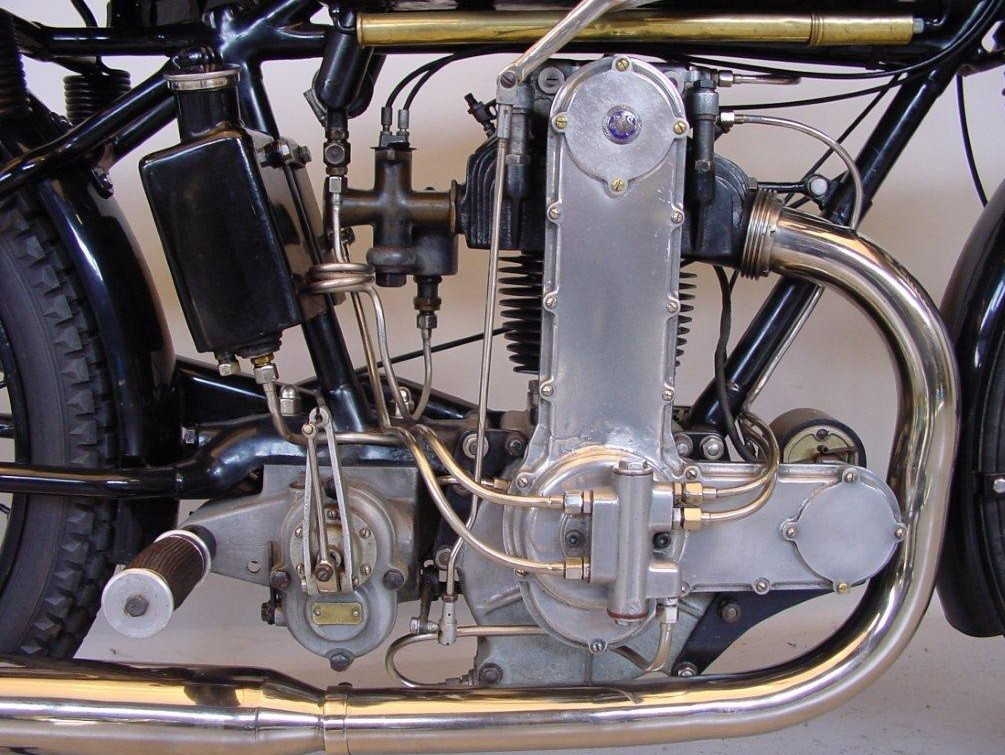
De motor met bovenliggende nokkenas vereiste een uitgebreid dry-sump-smeersysteem. De olietank onder het zadel had dan ook aan- en terugvoerleidingen. De koppelingsbediening was in 1927 gewijzigd.
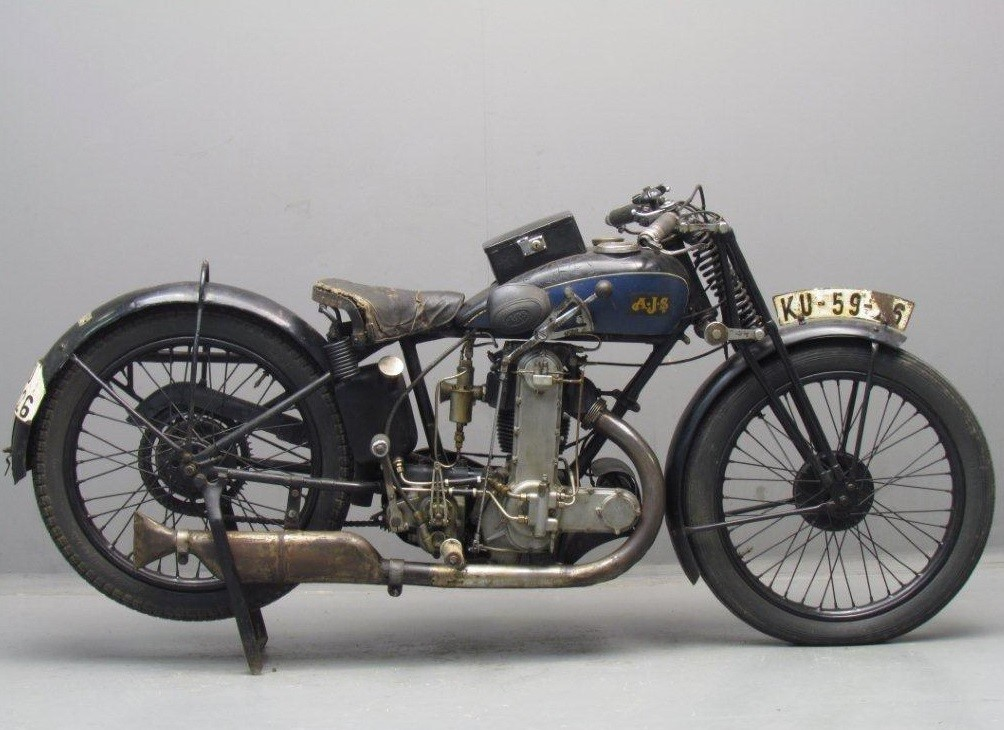
Het AJS Model M7 uit 1929 had de nieuwe zadeltank en (alleen in dit jaar) kleur op de wangen.
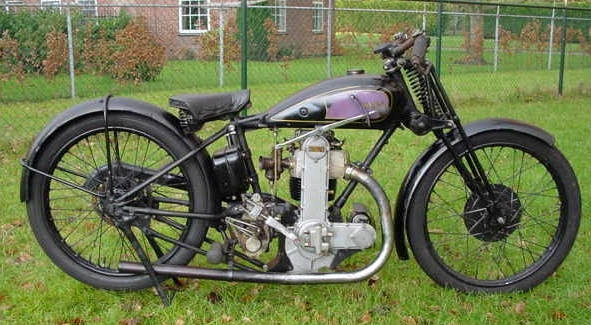
Model R7 uit 1930

## Technische gegevens jaren dertig
| AJS Model              | R7                                    | S7                                    | T7                                    | 33/7 Trophy                           | 34/7 Standard                         | 34/7 Trophy                           | 35/7 Standard                         | 35/7 Trophy                           | 36/7 Standard                         | 36/7 Trophy                           | 38/7R                                 | 39/7R                                 |
| ---------------------- | ------------------------------------- | ------------------------------------- | ------------------------------------- | ------------------------------------- | ------------------------------------- | ------------------------------------- | ------------------------------------- | ------------------------------------- | ------------------------------------- | ------------------------------------- | ------------------------------------- | ------------------------------------- |
| Periode                | 1930                                  | 1931                                  | 1932                                  | 1933                                  | 1934                                  | 1934                                  | 1935                                  | 1935                                  | 1936                                  | 1936                                  | 1938                                  | 1939                                  |
| Categorie              | Wegracer                              | Wegracer                              | Sport                                 | Sport                                 | Clubman                               | Sport                                 | Clubman                               | Sport                                 | Clubman                               | Sport                                 | Wegracer                              | Wegracer                              |
| Motortype              | Kopklepmotor (bovenliggende nokkenas) | Kopklepmotor (bovenliggende nokkenas) | Kopklepmotor (bovenliggende nokkenas) | Kopklepmotor (bovenliggende nokkenas) | Kopklepmotor (bovenliggende nokkenas) | Kopklepmotor (bovenliggende nokkenas) | Kopklepmotor (bovenliggende nokkenas) | Kopklepmotor (bovenliggende nokkenas) | Kopklepmotor (bovenliggende nokkenas) | Kopklepmotor (bovenliggende nokkenas) | Kopklepmotor (bovenliggende nokkenas) | Kopklepmotor (bovenliggende nokkenas) |
| Bouwwijze              | Staande eencilinder                   | Staande eencilinder                   | Staande eencilinder                   | Staande eencilinder                   | Staande eencilinder                   | Staande eencilinder                   | Staande eencilinder                   | Staande eencilinder                   | Staande eencilinder                   | Staande eencilinder                   | Staande eencilinder                   | Staande eencilinder                   |
| Koeling                | Lucht                                 | Lucht                                 | Lucht                                 | Lucht                                 | Lucht                                 | Lucht                                 | Lucht                                 | Lucht                                 | Lucht                                 | Lucht                                 | Lucht                                 | Lucht                                 |
| Boring                 | 70 mm                                 | 70 mm                                 | 70 mm                                 | 70 mm                                 | 70 mm                                 | 70 mm                                 | 70 mm                                 | 70 mm                                 | 70 mm                                 | 70 mm                                 | 70 mm                                 | 70 mm                                 |
| Slag                   | 90 mm                                 | 90 mm                                 | 90 mm                                 | 90 mm                                 | 90 mm                                 | 90 mm                                 | 90 mm                                 | 90 mm                                 | 90 mm                                 | 90 mm                                 | 90 mm                                 | 90 mm                                 |
| Cilinderinhoud         | 346,4 cc                              | 346,4 cc                              | 346,4 cc                              | 346,4 cc                              | 346,4 cc                              | 346,4 cc                              | 346,4 cc                              | 346,4 cc                              | 346,4 cc                              | 346,4 cc                              | 346,4 cc                              | 346,4 cc                              |
| Carburateur(s)         | Amal met twist grip-control           | Amal met twist grip-control           | Amal met twist grip-control           | Amal met twist grip-control           | Amal met twist grip-control           | Amal met twist grip-control           | Amal met twist grip-control           | Amal met twist grip-control           | Amal met twist grip-control           | Amal met twist grip-control           | Amal met twist grip-control           | Amal met twist grip-control           |
| Smeersysteem           | Dry-sumpsysteem                       | Dry-sumpsysteem                       | Dry-sumpsysteem                       | Dry-sumpsysteem                       | Dry-sumpsysteem                       | Dry-sumpsysteem                       | Dry-sumpsysteem                       | Dry-sumpsysteem                       | Dry-sumpsysteem                       | Dry-sumpsysteem                       | Dry-sumpsysteem                       | Dry-sumpsysteem                       |
| Max. Vermogen          | 3½ pk                                 | 3½ pk                                 | 3½ pk                                 | 3½ pk                                 | 3½ pk                                 | 3½ pk                                 | 3½ pk                                 | 3½ pk                                 | 3½ pk                                 | 3½ pk                                 | 3½ pk                                 | 3½ pk                                 |
| Primaire aandrijving   | Ketting                               | Ketting                               | Ketting                               | Ketting                               | Ketting                               | Ketting                               | Ketting                               | Ketting                               | Ketting                               | Ketting                               | Ketting                               | Ketting                               |
| Koppeling              | Enkelvoudige droge plaat              | Enkelvoudige droge plaat              | Enkelvoudige droge plaat              | Enkelvoudige droge plaat              | Enkelvoudige droge plaat              | Enkelvoudige droge plaat              | Enkelvoudige droge plaat              | Enkelvoudige droge plaat              | Enkelvoudige droge plaat              | Enkelvoudige droge plaat              | Enkelvoudige droge plaat              | Enkelvoudige droge plaat              |
| Versnellingen          | 3                                     | 3                                     | 3                                     | 4                                     | 4                                     | 4                                     | 4                                     | 4                                     | 4                                     | 4                                     | 4                                     | 4                                     |
| Secundaire aandrijving | Ketting                               | Ketting                               | Ketting                               | Ketting                               | Ketting                               | Ketting                               | Ketting                               | Ketting                               | Ketting                               | Ketting                               | Ketting                               | Ketting                               |
| Rijwielgedeelte        | Open brugframe                        | Open brugframe                        | Open brugframe                        | Wiegframe                             | Wiegframe                             | Wiegframe                             | Wiegframe                             | Wiegframe                             | Wiegframe                             | Wiegframe                             | Wiegframe                             | Wiegframe                             |
| Voorvork               | Parallellogramvork                    | Parallellogramvork                    | Parallellogramvork                    | Parallellogramvork                    | Parallellogramvork                    | Parallellogramvork                    | Parallellogramvork                    | Parallellogramvork                    | Parallellogramvork                    | Parallellogramvork                    | Parallellogramvork                    | Parallellogramvork                    |
| Achtervork             | Star                                  | Star                                  | Star                                  | Star                                  | Star                                  | Star                                  | Star                                  | Star                                  | Star                                  | Star                                  | Plunjervering                         | Plunjervering                         |
| Remmen                 | Trommelremmen                         | Trommelremmen                         | Trommelremmen                         | Trommelremmen                         | Trommelremmen                         | Trommelremmen                         | Trommelremmen                         | Trommelremmen                         | Trommelremmen                         | Trommelremmen                         | Trommelremmen                         | Trommelremmen                         |